# Музей візантійської культури
Музей візантійської культури (грец. Μουσείο Βυζαντινού Πολιτισμού) — музей в місті Салоніки, що висвітлює історію і вивчення візантійської культури в Греції.

## Передісторія

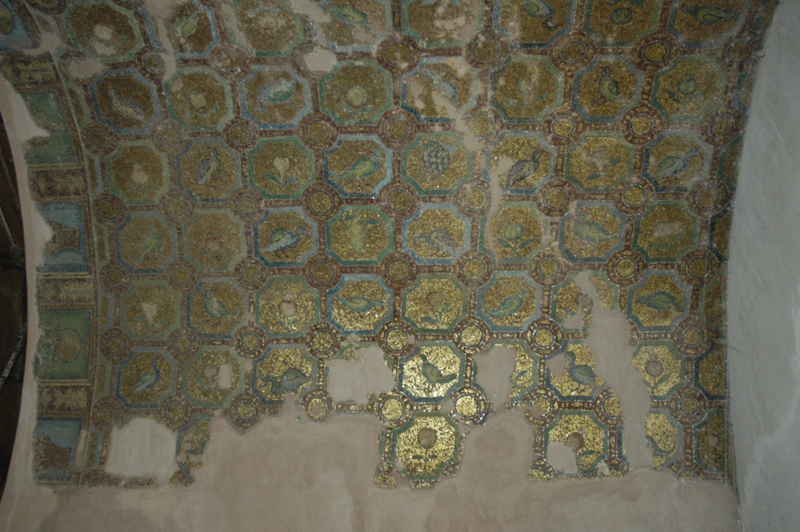
Склепіння із залишками візантійських орнаментальних мозаїк, ротонда Св. Георгія

Грецька армія звільнила місто 1912 року. Вже 1913 року було прийняте рішення про заснування в місті «Музею візантійської культури», позаяк Фессалоніки були " найбільш візантійськими " серед грецьких міст. Наказ про створення відповідного музею видав губернатор регіону Центральна Македонія Стефанос Драгуміс.
Музей ще не мав ні колекцій, ні приміщення. Місцевий митрополит Геннадій запропонував розмістити новий заклад в приміщеннях монастиря Ахеропіітос, але пропозиція не виконувалась. 1917 року музей розмістили в старовинній Ротонді, котра встигла побувати мавзолеєм, православною церквою, турецькою мечеттю в століття панування в Греції Оттоманської Порти. Накопичились перші колекції.
В роки 1-ї світової війни експонати музею евакуювали у Афіни, де розмістили у Візантійському та у Християнському музеях столиці, бо фронт проходив неподалік від міста Фессалоніки. Повоєнний період відволікав від повернення колекцій і їх залишили в музеях Афін.
До ідеї створення Музею візантійської культури в місті повернулись наприкінці 20 ст.

## Ротонда св. Георгія

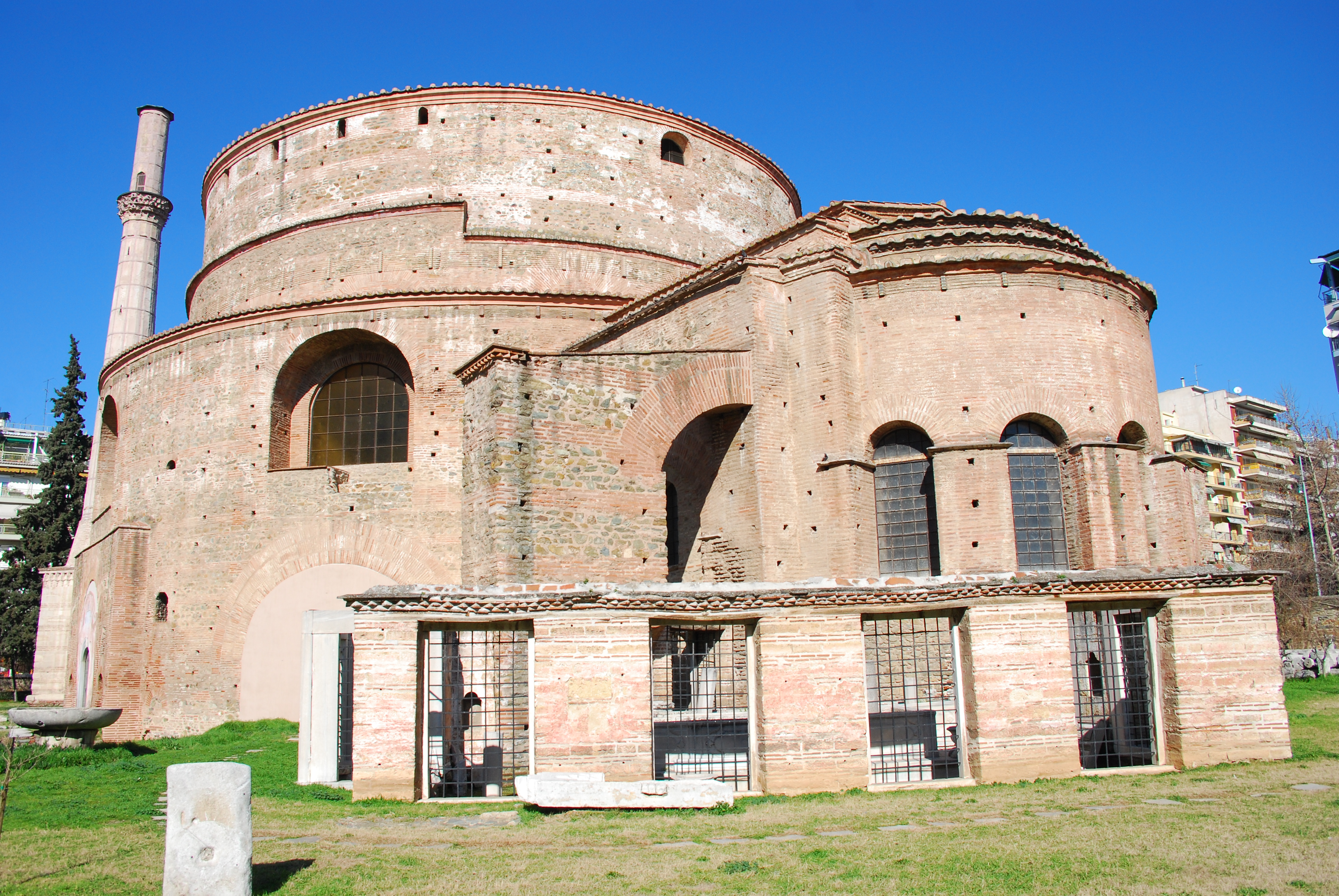
Ротонда Св. Георгія з прибудованою апсидою і залишеним мінаретом

Фіксаційний план Ротонди

Ротонду з цегли вибудували 306 року за часів римських загарбників Стародавньої Греції. Вона призначалась для поховання тетрарха Галерія, але той помер і був похований на території сучасної Сербії. Мавзолей-ротонду покинули і лише у п'ятому столітті перетворили на християнську церкву. Згодом склепіння ротонди прикрасили мозаїками в стилістиці раннього християнства, де переважали орнаментальні і символічні зображення. Художники, що працювали в ротонді, відрізнялись здібностями, досвідом і неабиякою майстерністю. Можливо, тут працювала столична бригада, котра використала як досвід мозаїчистів доби еллінізму, так і новітні вимоги християнської церкви Візантії. Стандартні, відомі за іншими зразками орнаменти виконані в ротонді з використання коштовних золотих смальт, аби вразити вірян пишнотою і божественним сяйвом склепінь.
Поширеність декоративних мотивів в ранньому християнстві сприяла збереженню коштовного мозаїчного декору навіть в століття, коли вже Візантію і Фессалоніки захопили турки-османи. Адже мусульманство забороняло реалістичні зображення людей, а не орнаменти.
Ротонда і мозаїки були пошкоджені під час декількох землетрусів, тим не менше комплекс мозаїк у Фессалоніках (розташованих на історично первісному місці) має статус шедеврів, рівних ранньосередньовічним мозаїкам у місті Равенна.

## Споруда музею

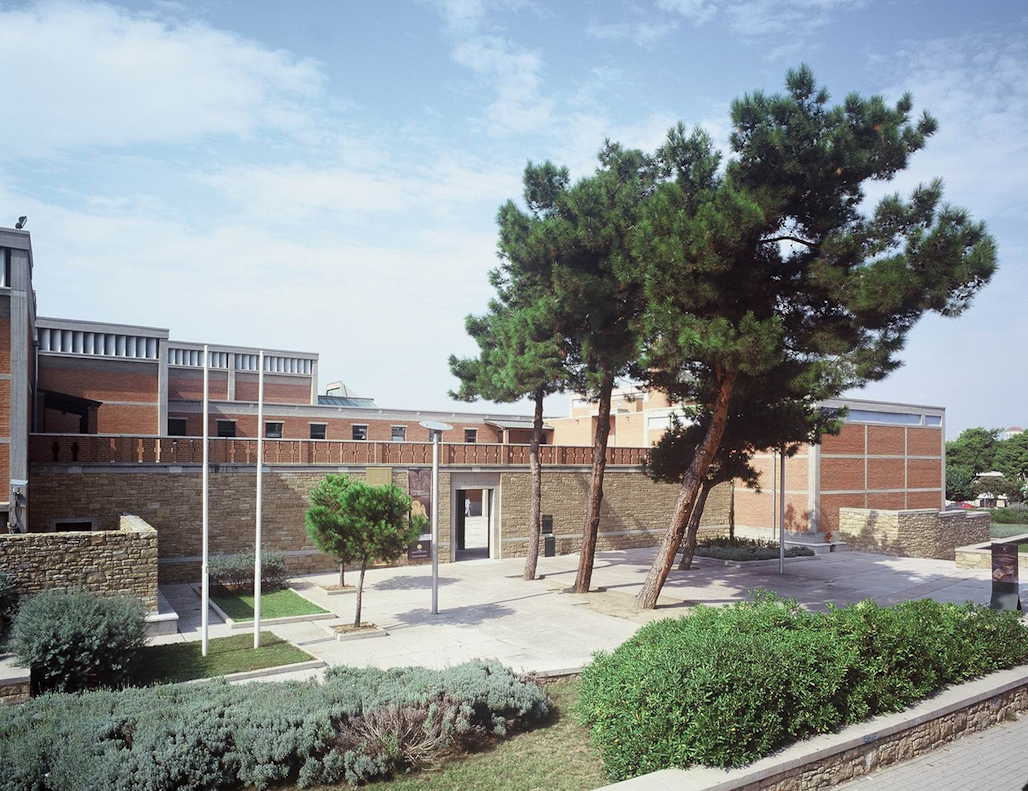
Головний вхід до музею

Відбувся конкурс на створення приміщення для музею, де переміг архітектор Киріакос Крокос. 1989 року заклали підмурки, а до вересня 1994 року упорались і з будівництвом, і зі створенням первісної експозиції. Музей урочисто відкрили 11 вересня 1994 року.

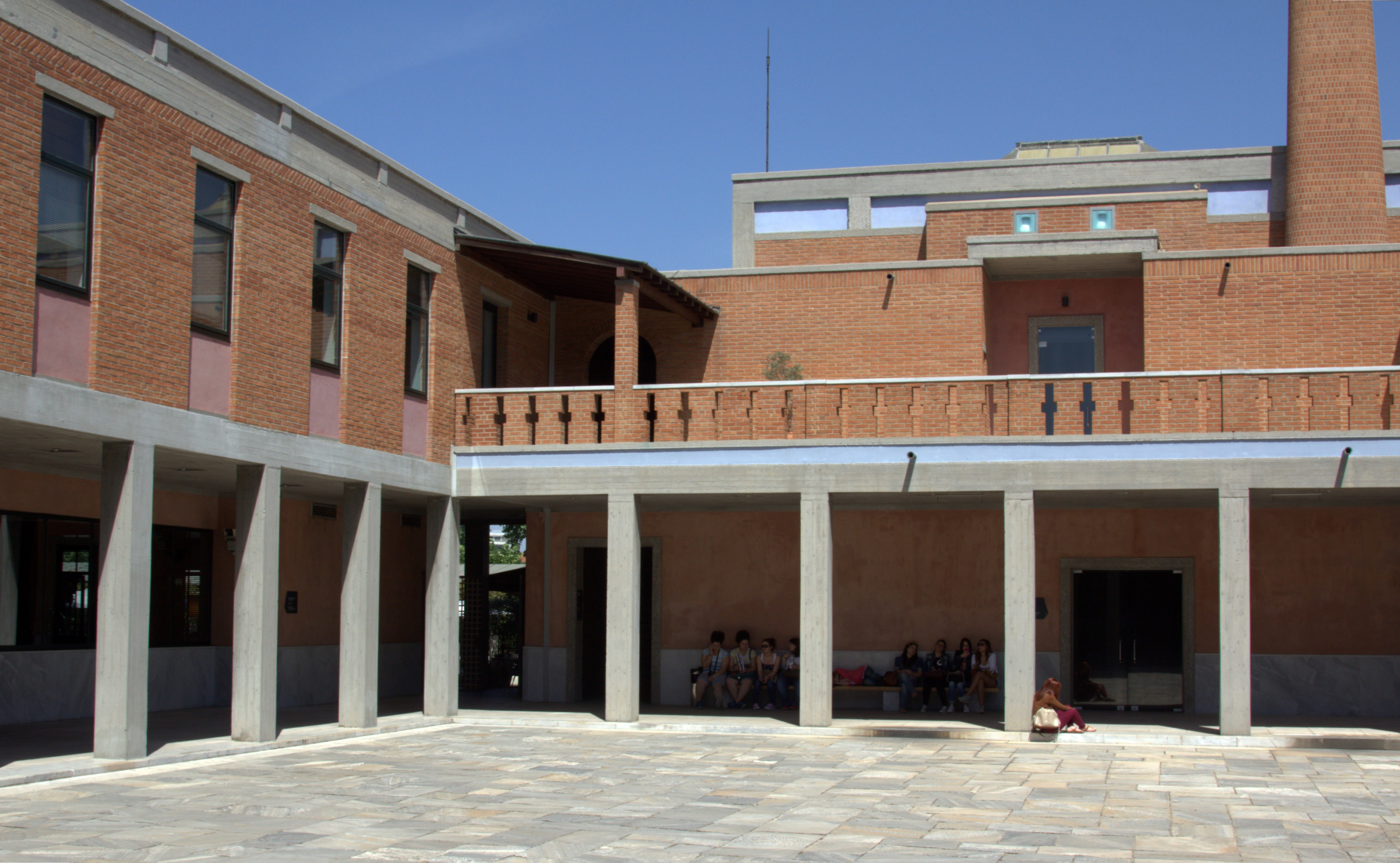
Внутрішній дворик музею
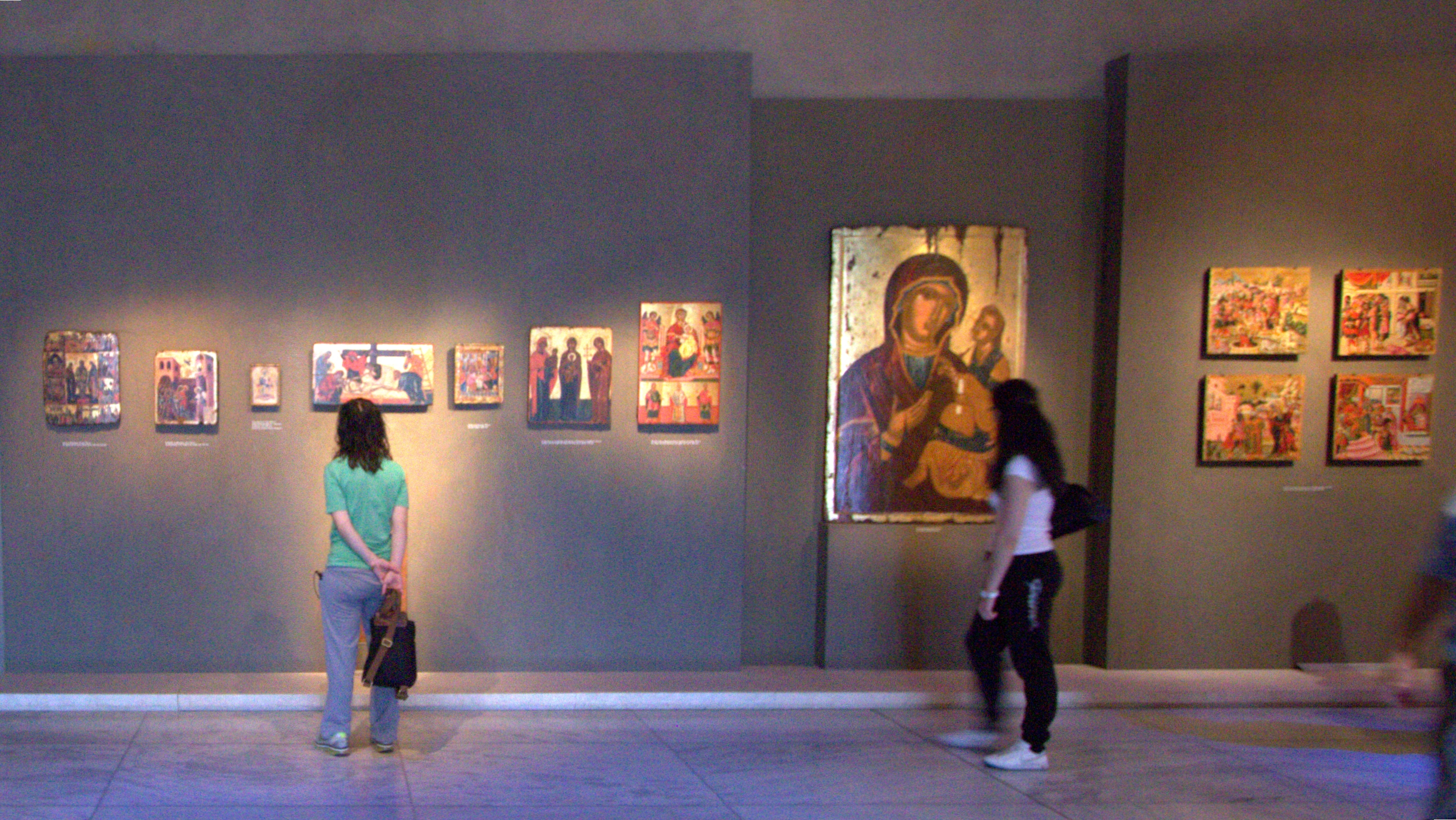
Галерея ікон
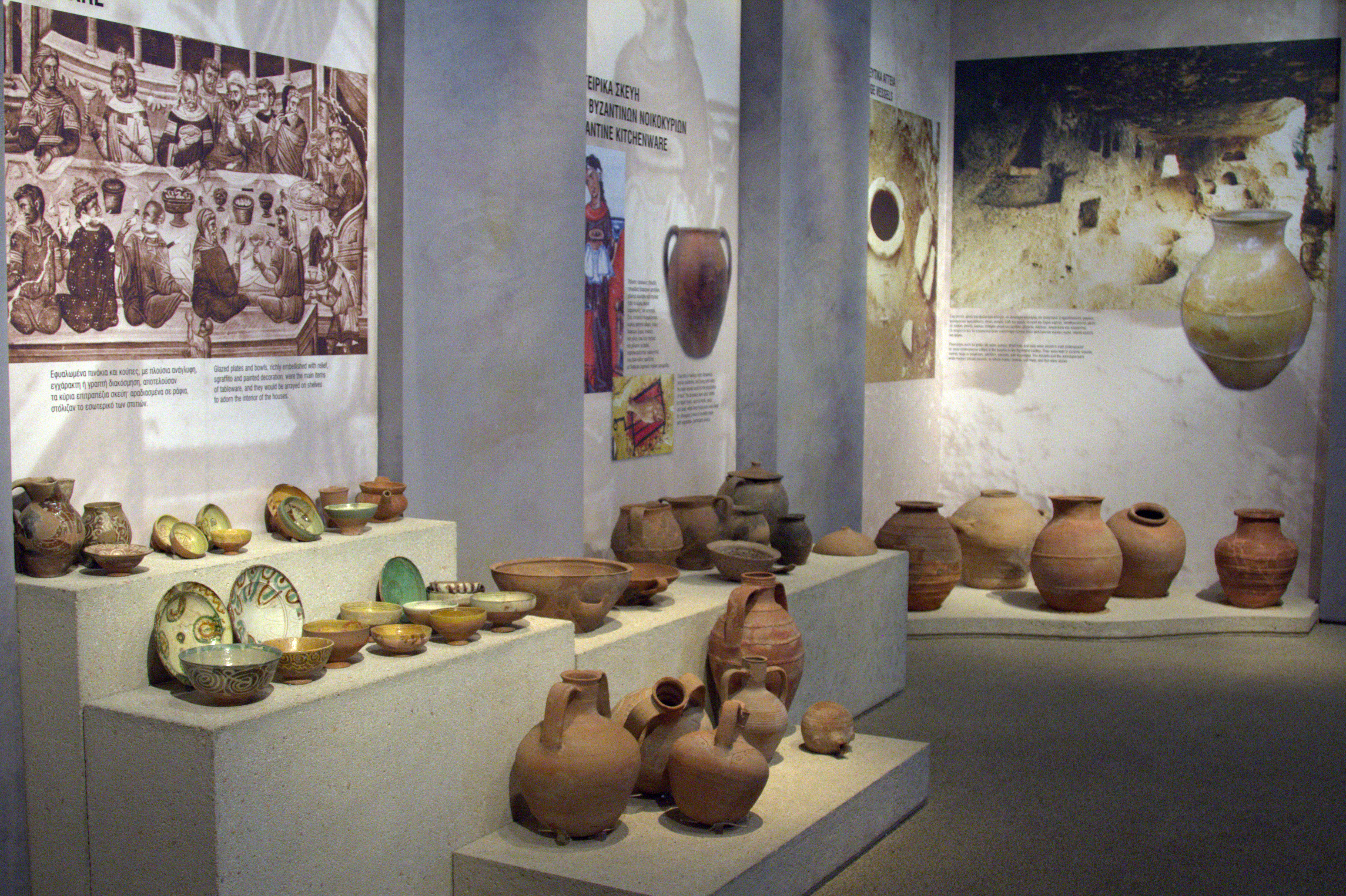
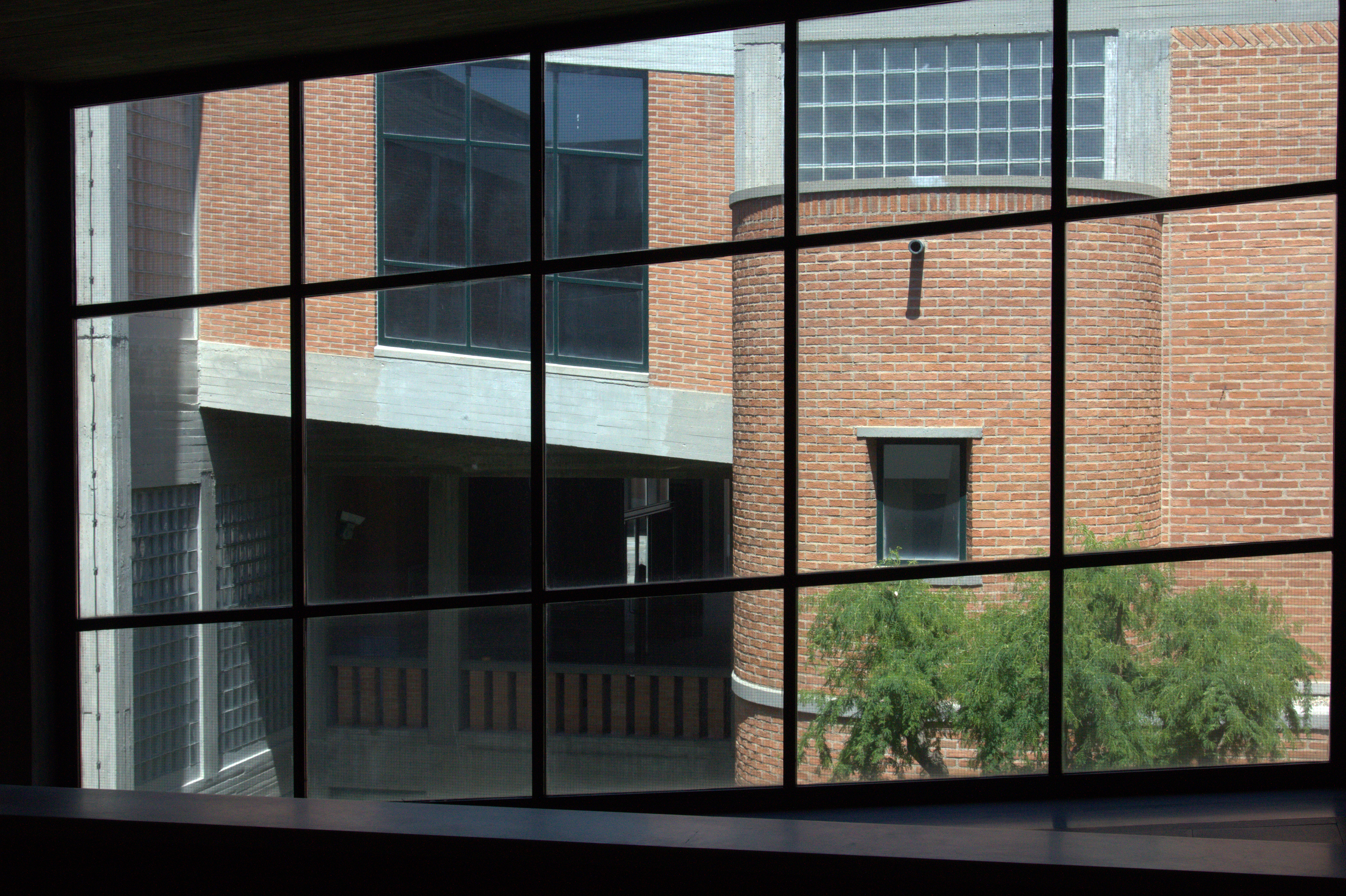

## Колекції і фонди

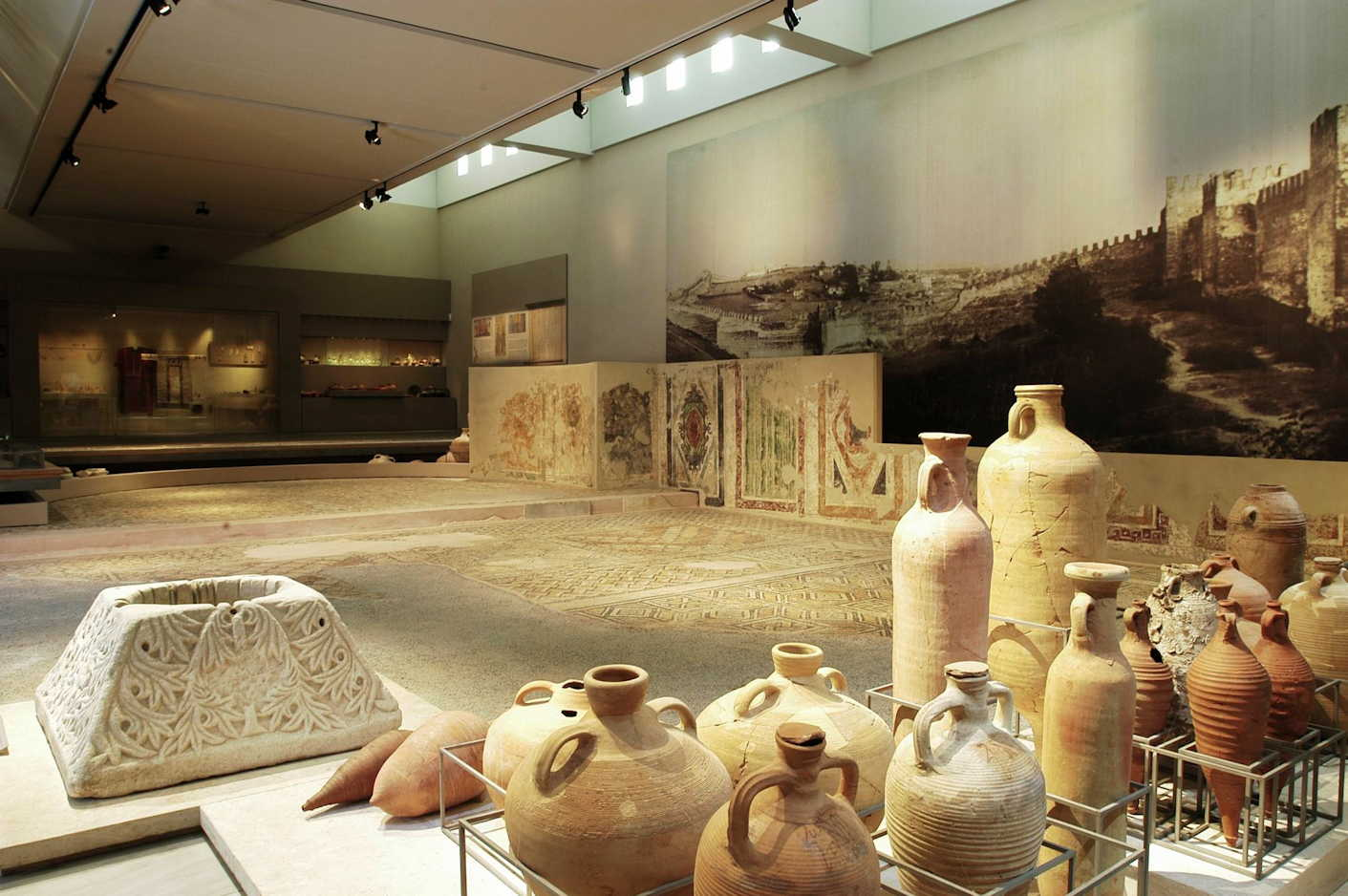

Ще влітку 1994 року Музей Афін передав у новостворений музей експонати первісних колекцій, що зберігались там з 1916 року.
Музей має різноманітні матеріали, аби всебічно репрезентувати культурні досягнення зниклої імперії. У фонди музею передані архітектурні фрагменти (фрагменти різьблених паналей і храмових порталів), нумізматичні колекції, залишки фресок і мозаїк, капітелі з середньовічних церков і соборів, витвори візантійських ремісників (амфори, керамічний посуд, настільні ігри), ікони.
Експозиції вибудувані так, аби дати уяву про різні боки войовничої імперії, що жила війною і заради війни та християнської церкви. Речові артефакти експозицій доповнені великими фото.
В 2000 році в музеї відкрита експозиція, яка відображає систему оборони Візантійської імперії, повсякденне життя замків, які складали цю оборонну мережу. Експозиця доповнена археологічним матеріалом, знайденим в замках Македонії та головним чином в замку Рентіна. 

## Галерея вибраних експонатів і зали

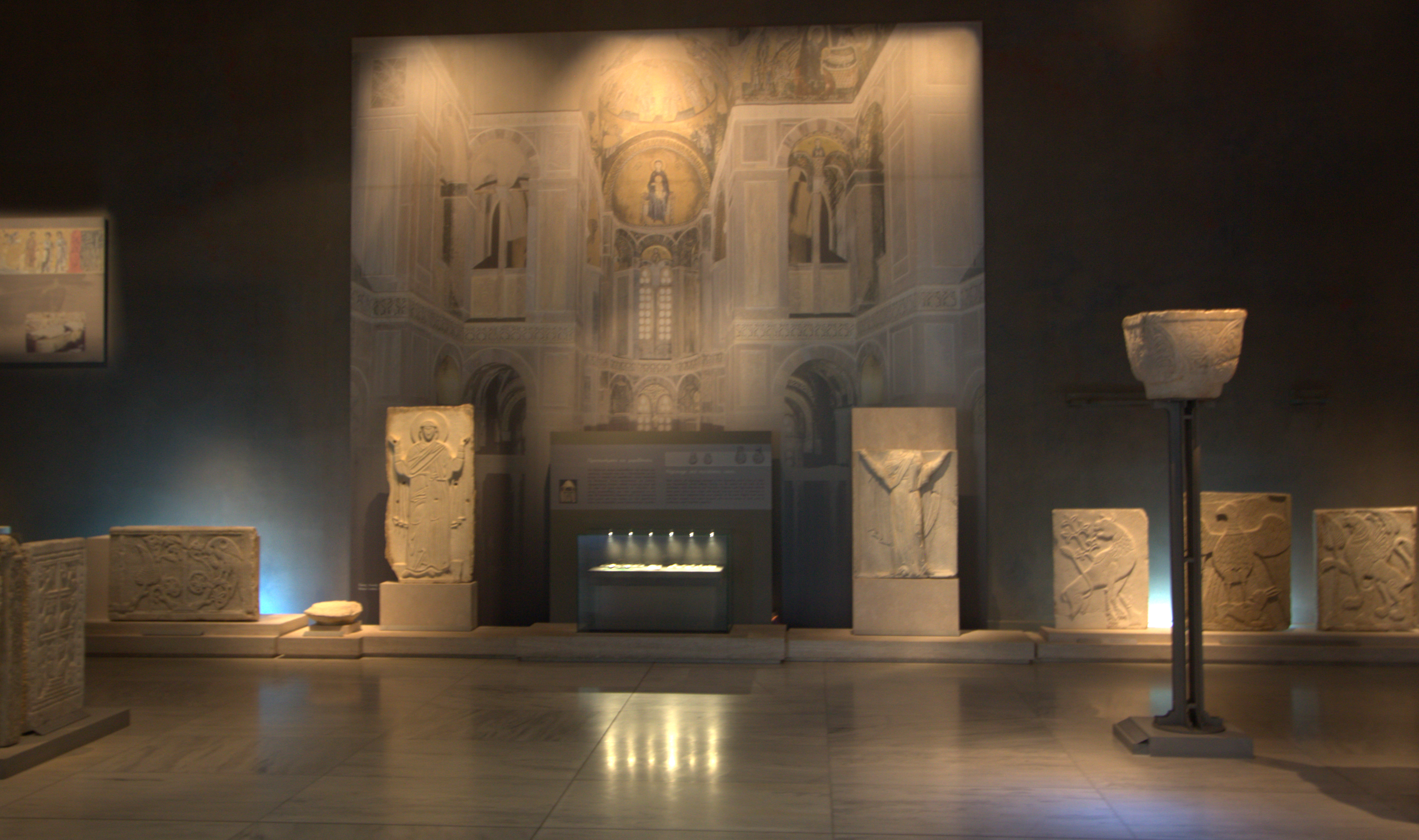

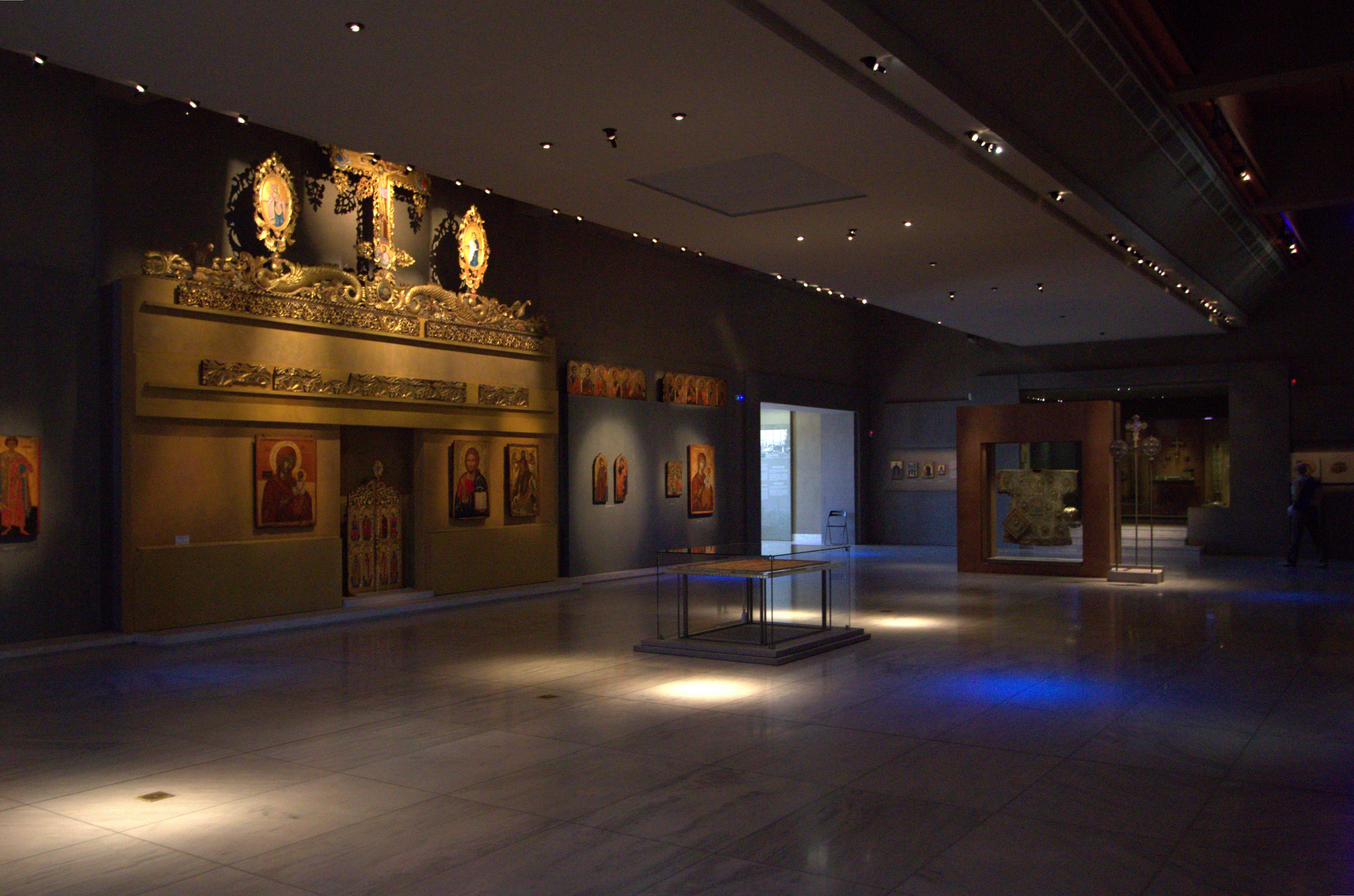
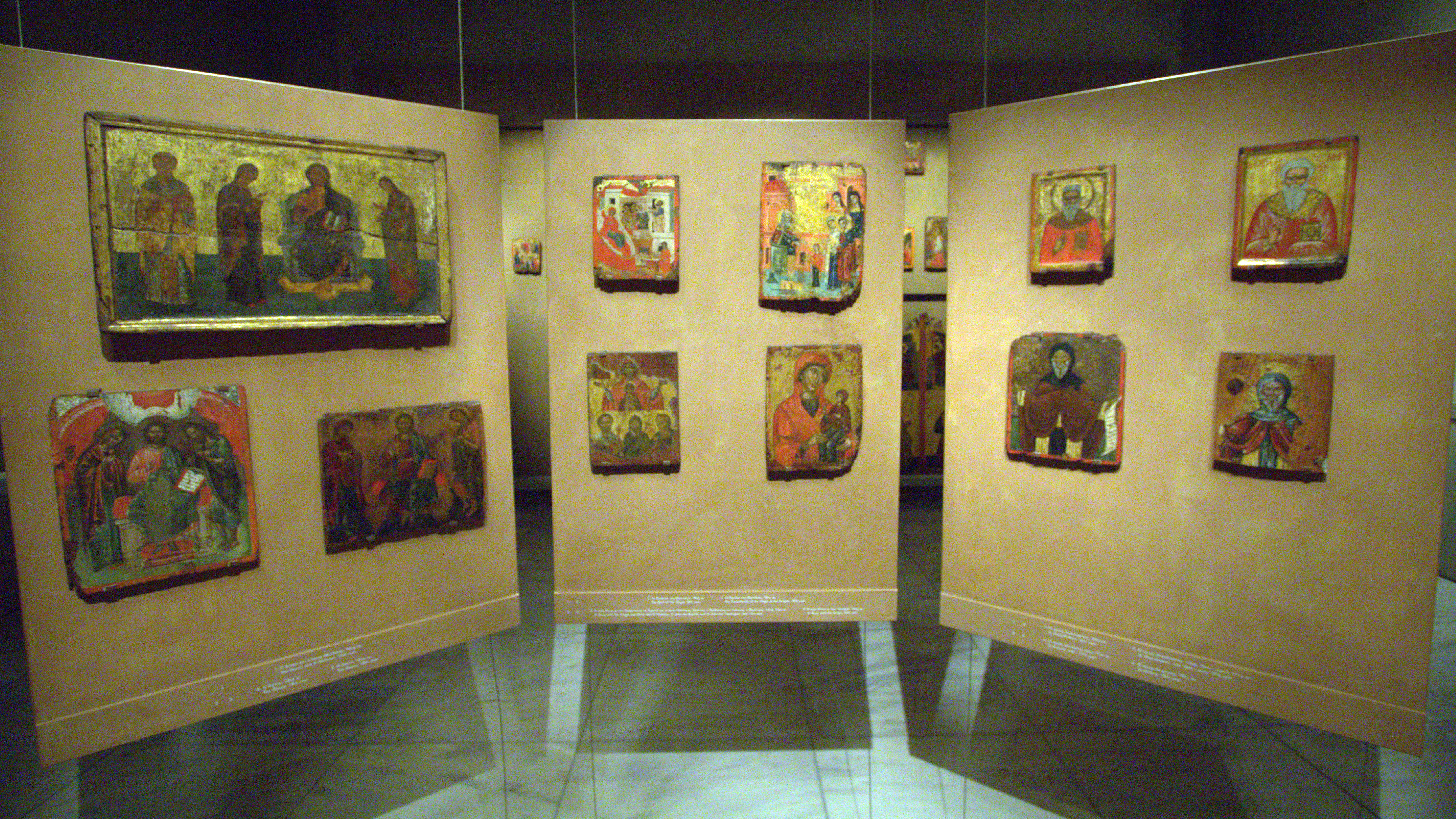
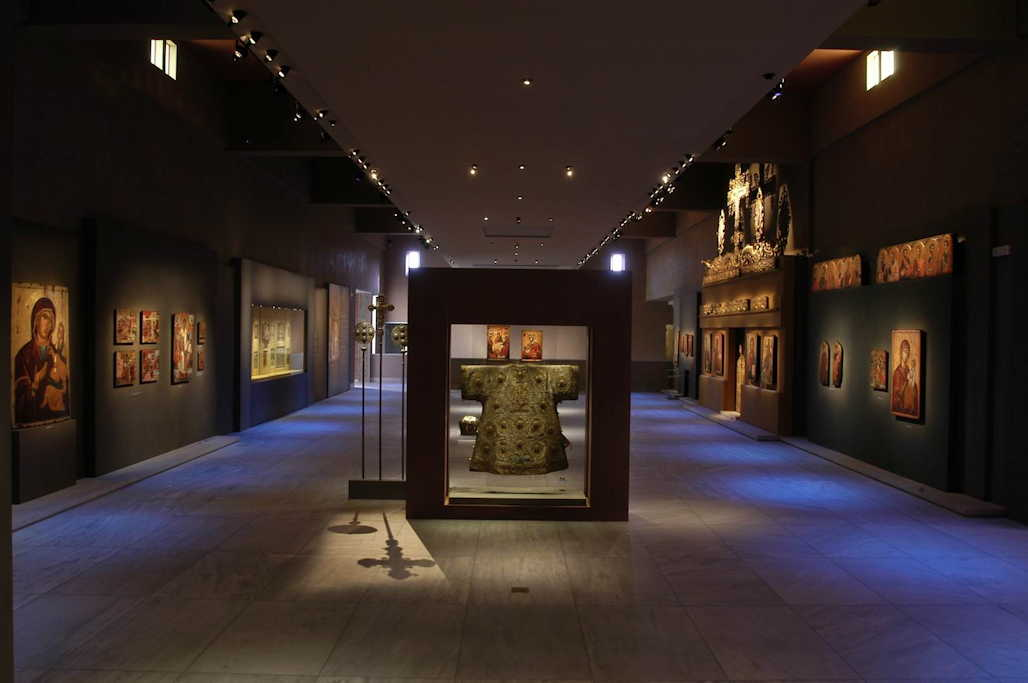
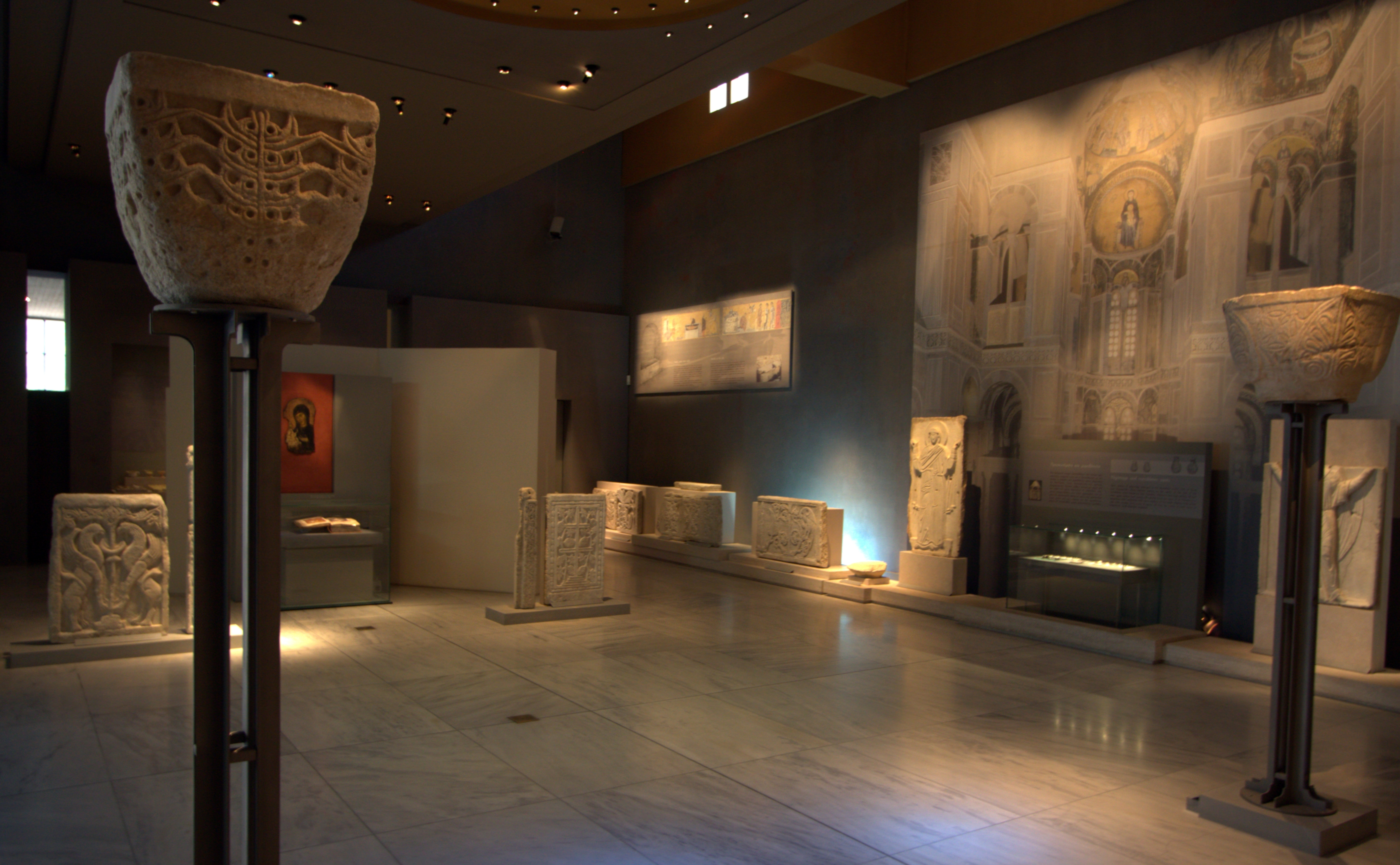

## Архітектурні фрагменти

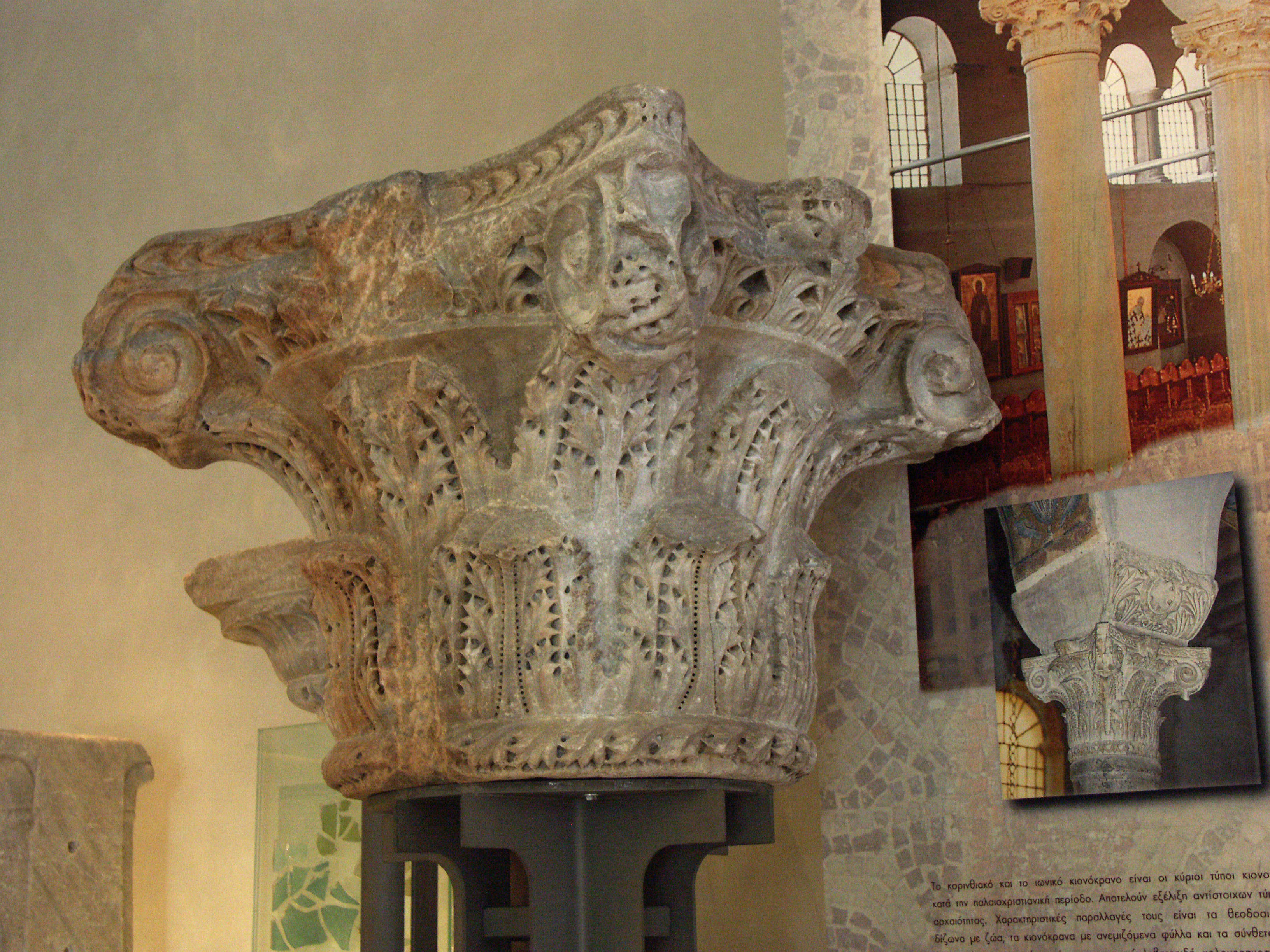
Коринфська капітель із дворика церкви Ахіропоетос, Фессалоніки, 5 ст.
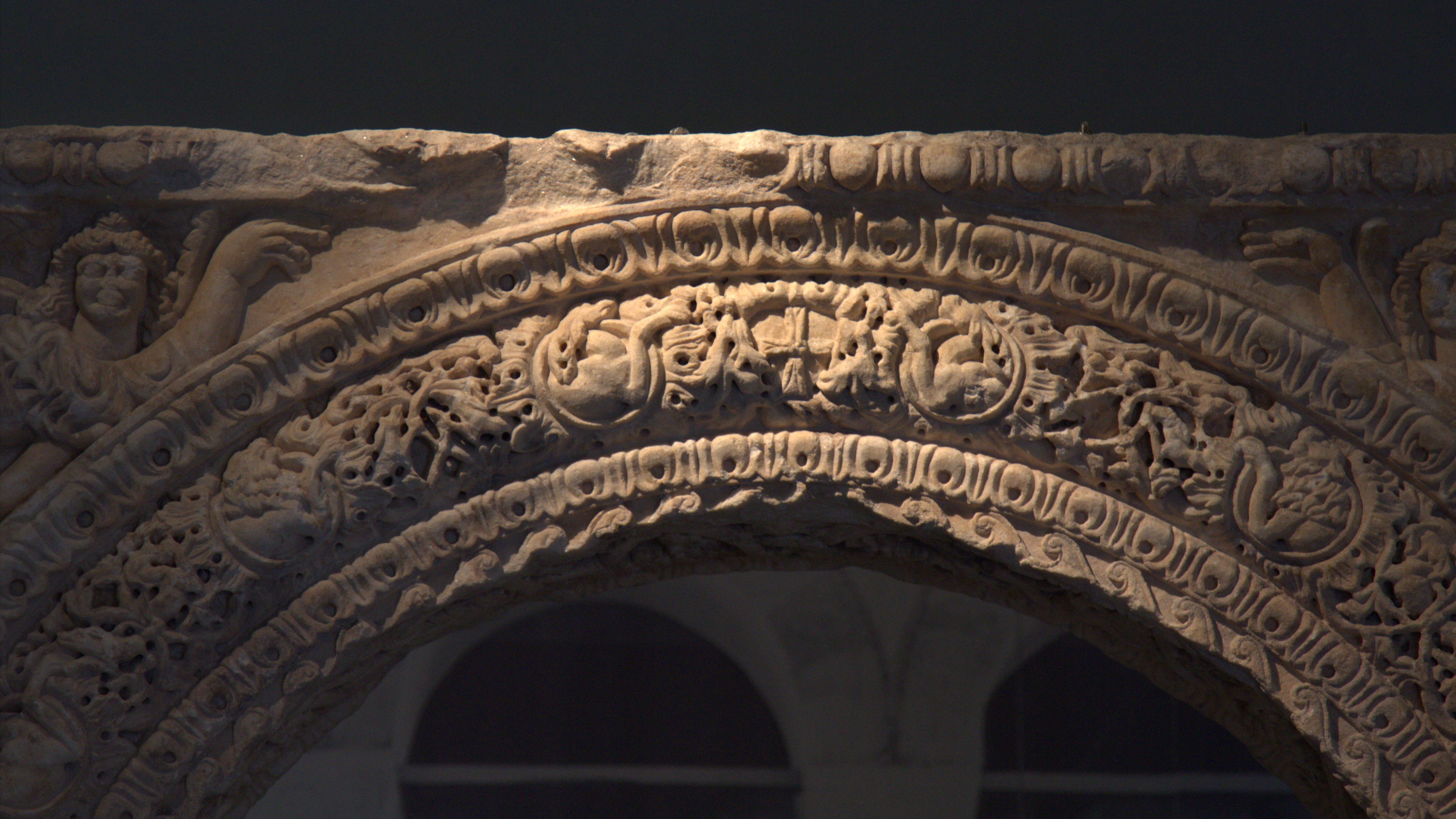
Арка з рельєфом, церква Св. Димитрія, Фессалоніки
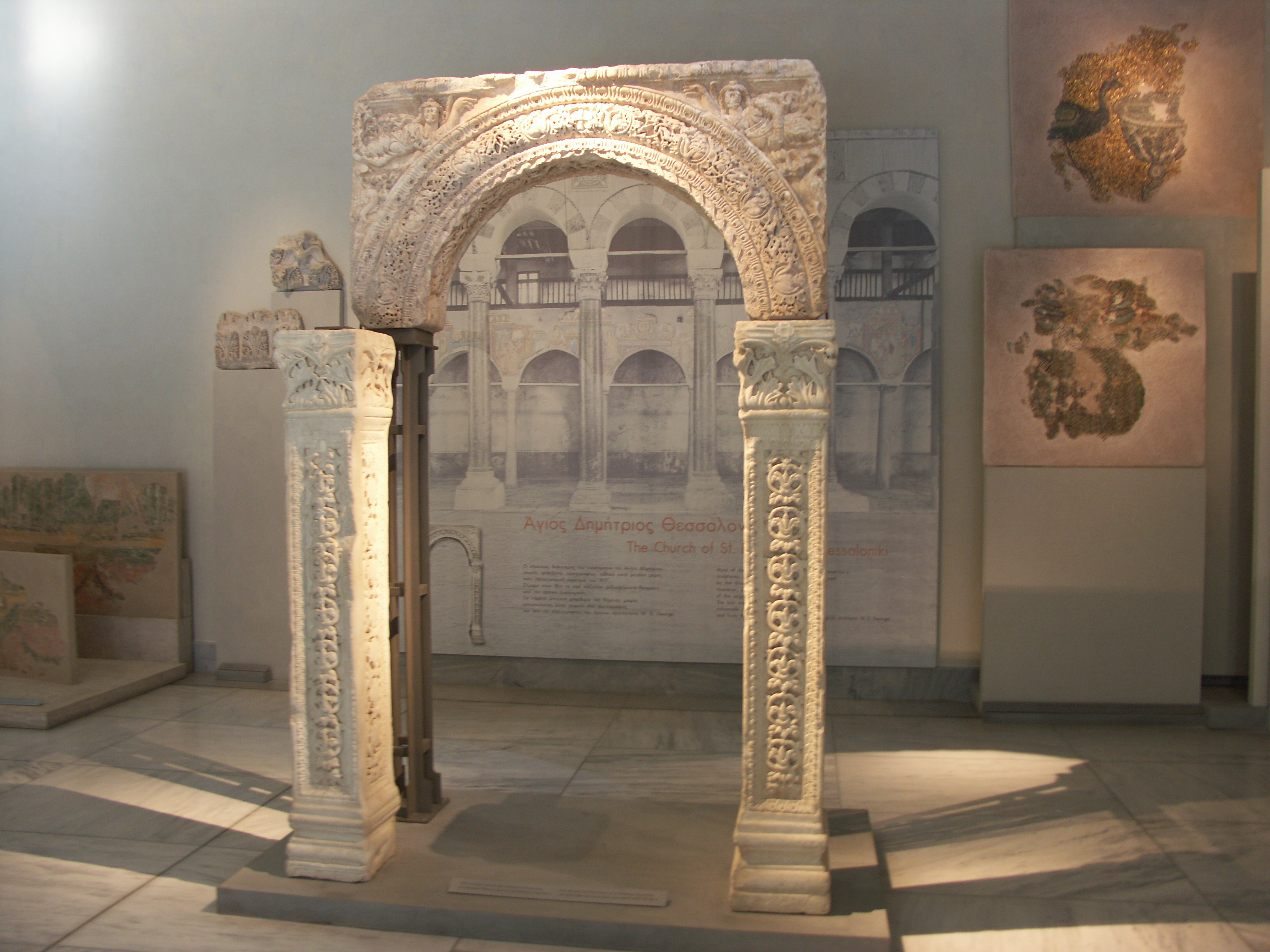
Портал церкви Св. Димитрія
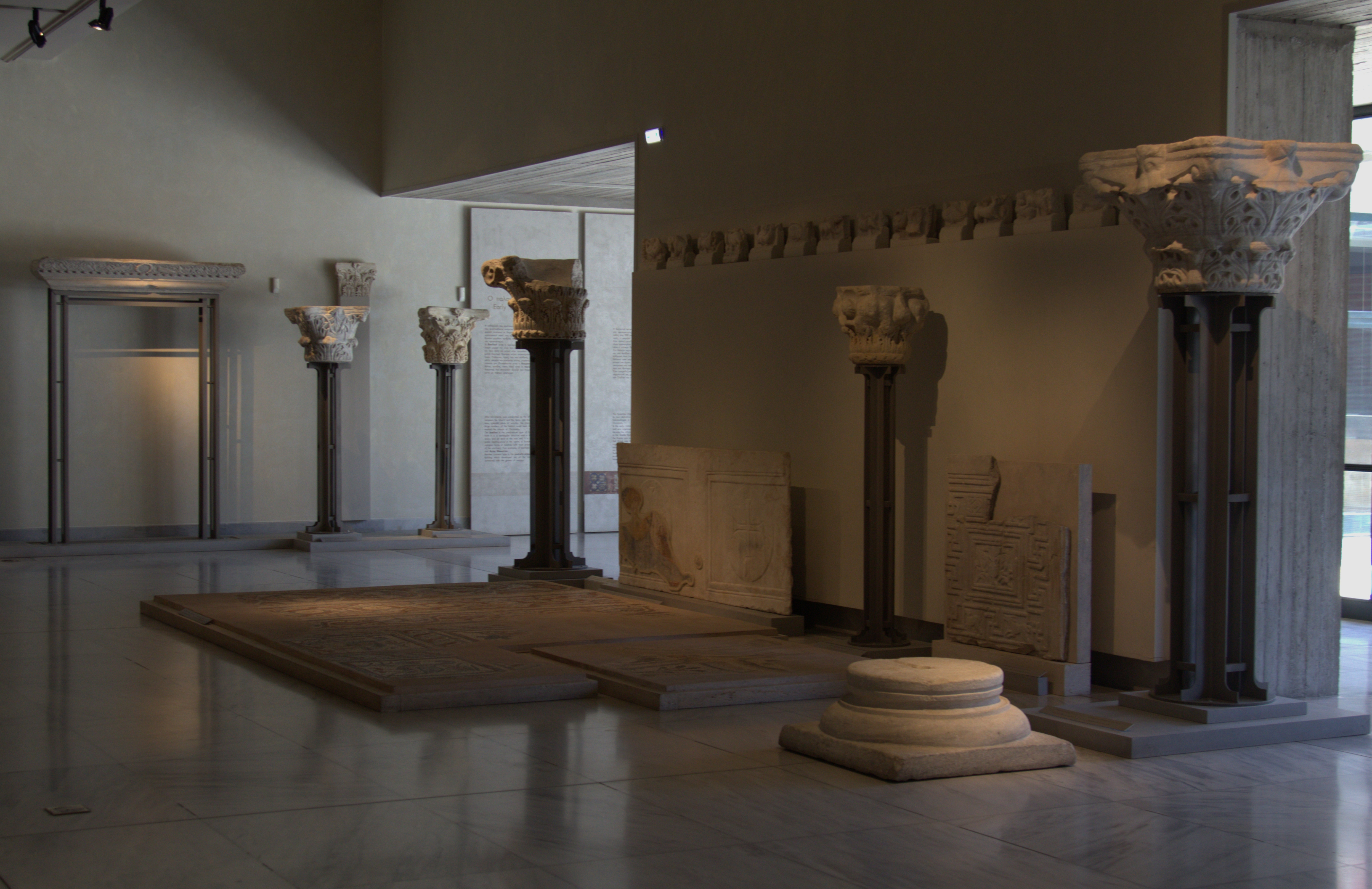
Капітелі середньовічних церков

## Ікони і фрески

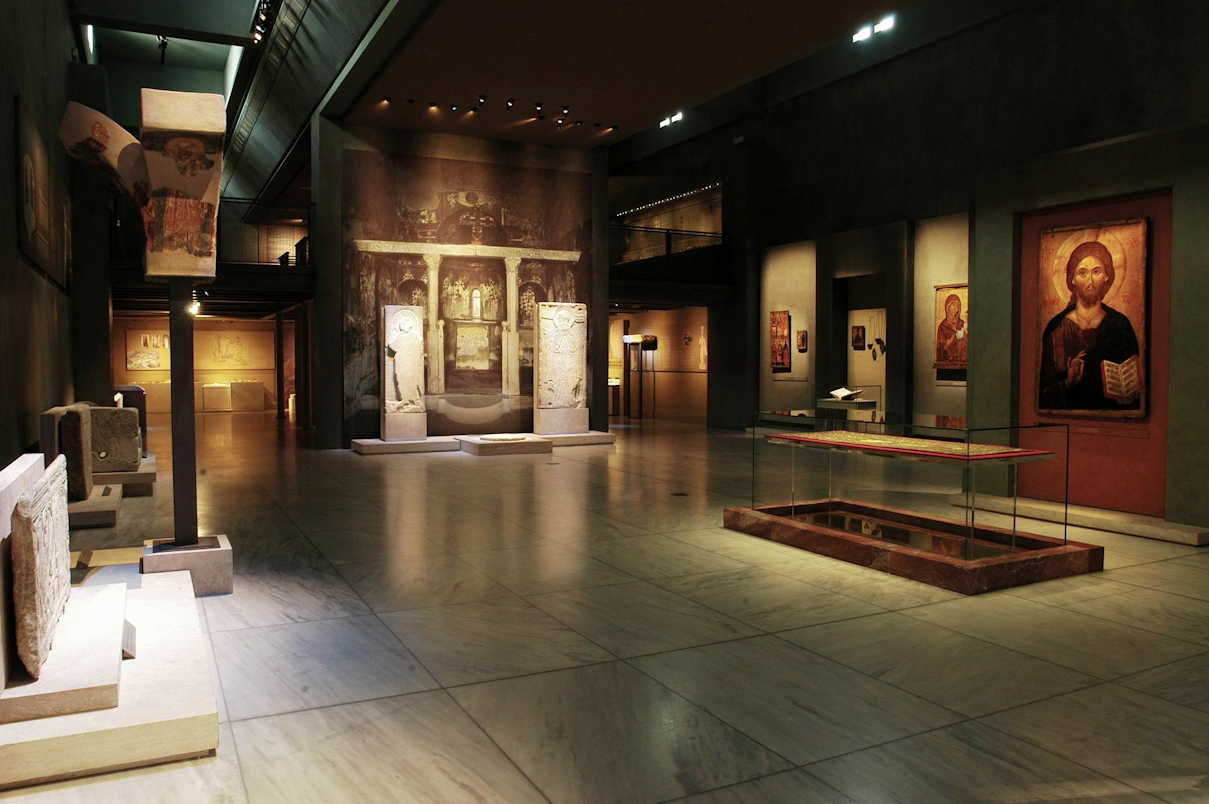
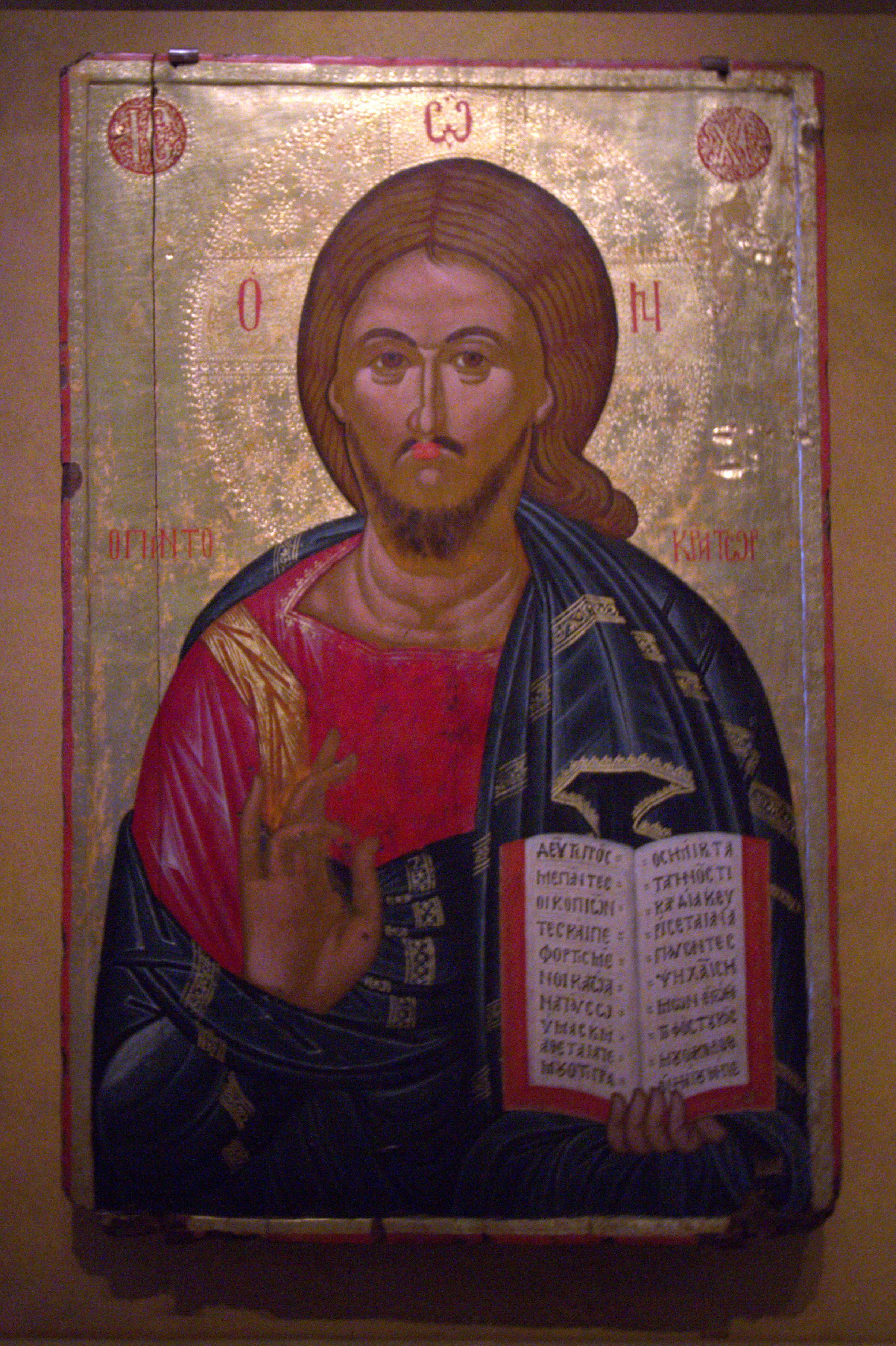
«Пантократор», початок 18 ст.
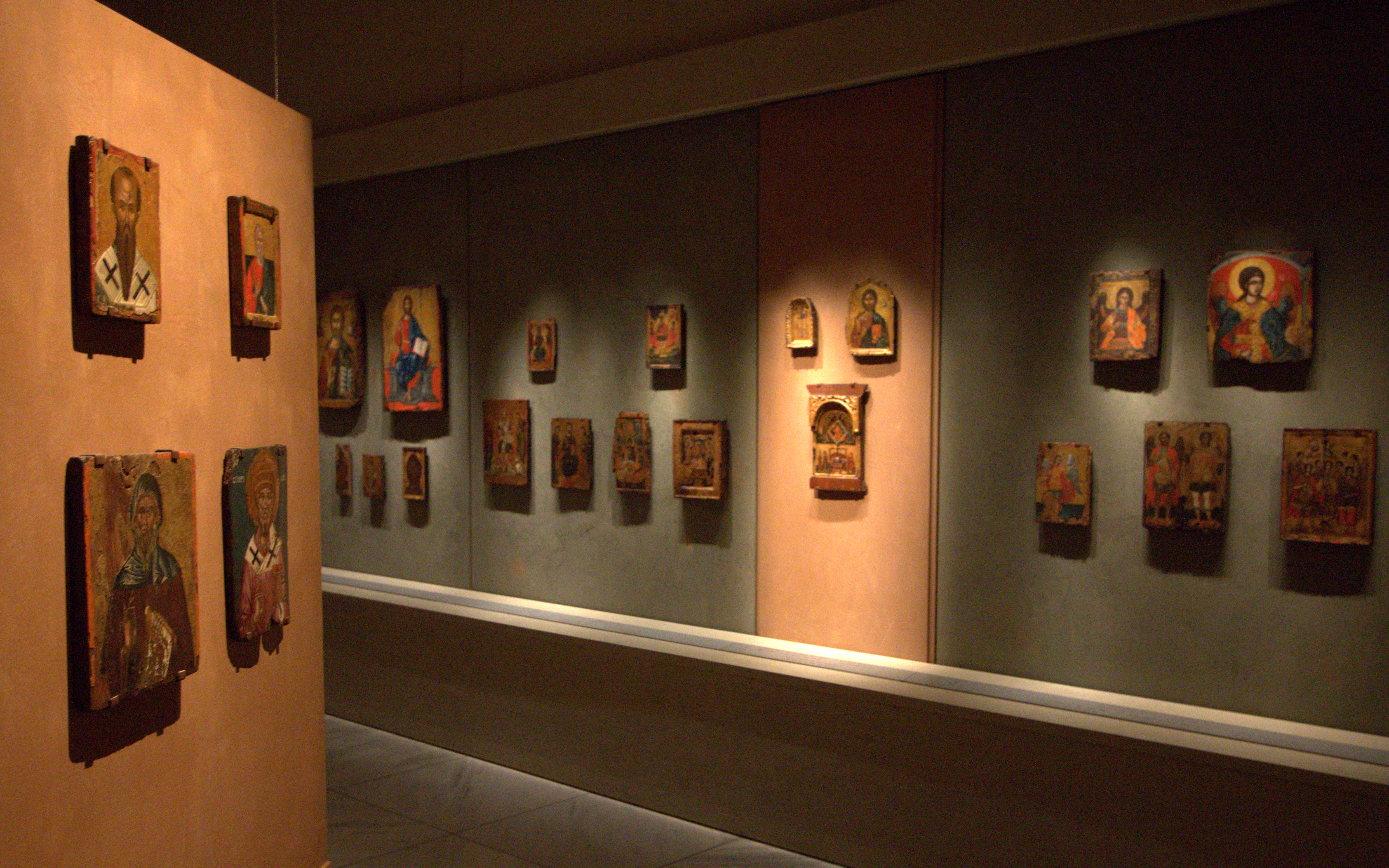
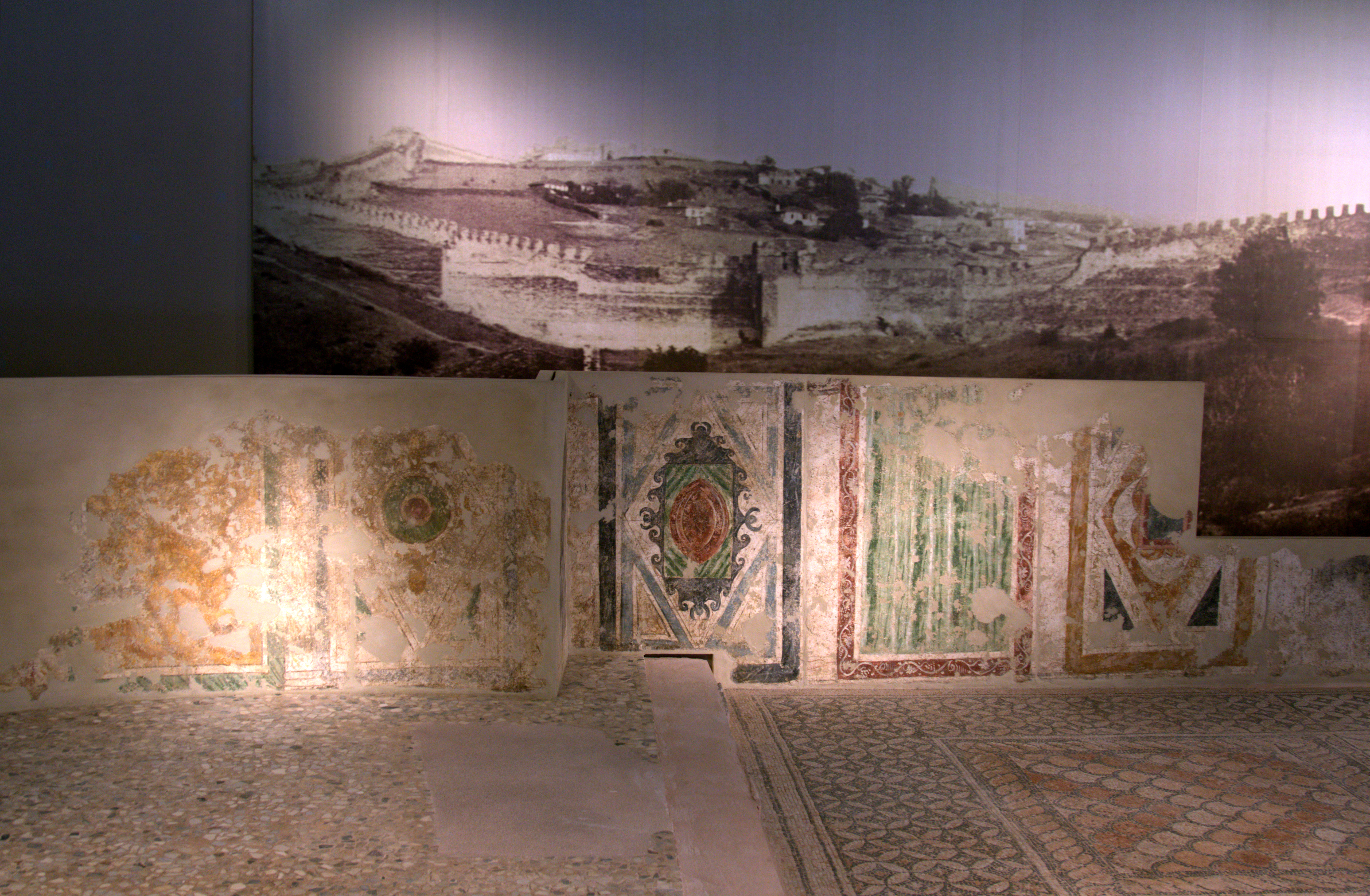
Декоративні храмові панелі в техніці фрески